# Mlazni zrakoplov
Mlazni zrakoplov ili mlažnjak je zrakoplov s pogonom na mlazne motore. Mlažnjaci općenito mogu letjeti brže i na većim visinama od zrakoplova s pogonom na propeler.
Na visinama od 10.000 do 15.000 metara, mlazni motori postižu maksimalnu učinkovitost. Neki modeli zrakoplova lete brže od zvuka.
- Putnički zrakoplovi s mlaznim pogonom
- de Havilland Comet
- Caravelle
- Boeing 747
- Airbus A380
- Boeing 737
- Embraer 145
- Eclipse 500, "biz jet“ iz 2006